# بیت خلاف (رامشیر)
بیت خلاف (رامشیر)، روستایی از توابع بخش مشراگه شهرستان رامشیر در استان خوزستان ایران است.

## جمعیت
این روستا در دهستان مشراگه قرار دارد و براساس سرشماری مرکز آمار ایران در سال ۱۳۸۵، جمعیت آن ۱۸۱ نفر (۲۸خانوار) بوده‌است.